# Madapur, Hungund
Madapur là một làng thuộc tehsil Hungund, huyện Bagalkot, bang Karnataka, Ấn Độ.